# Paul-Gerhardt-Kirche (Berlin-Schöneberg)

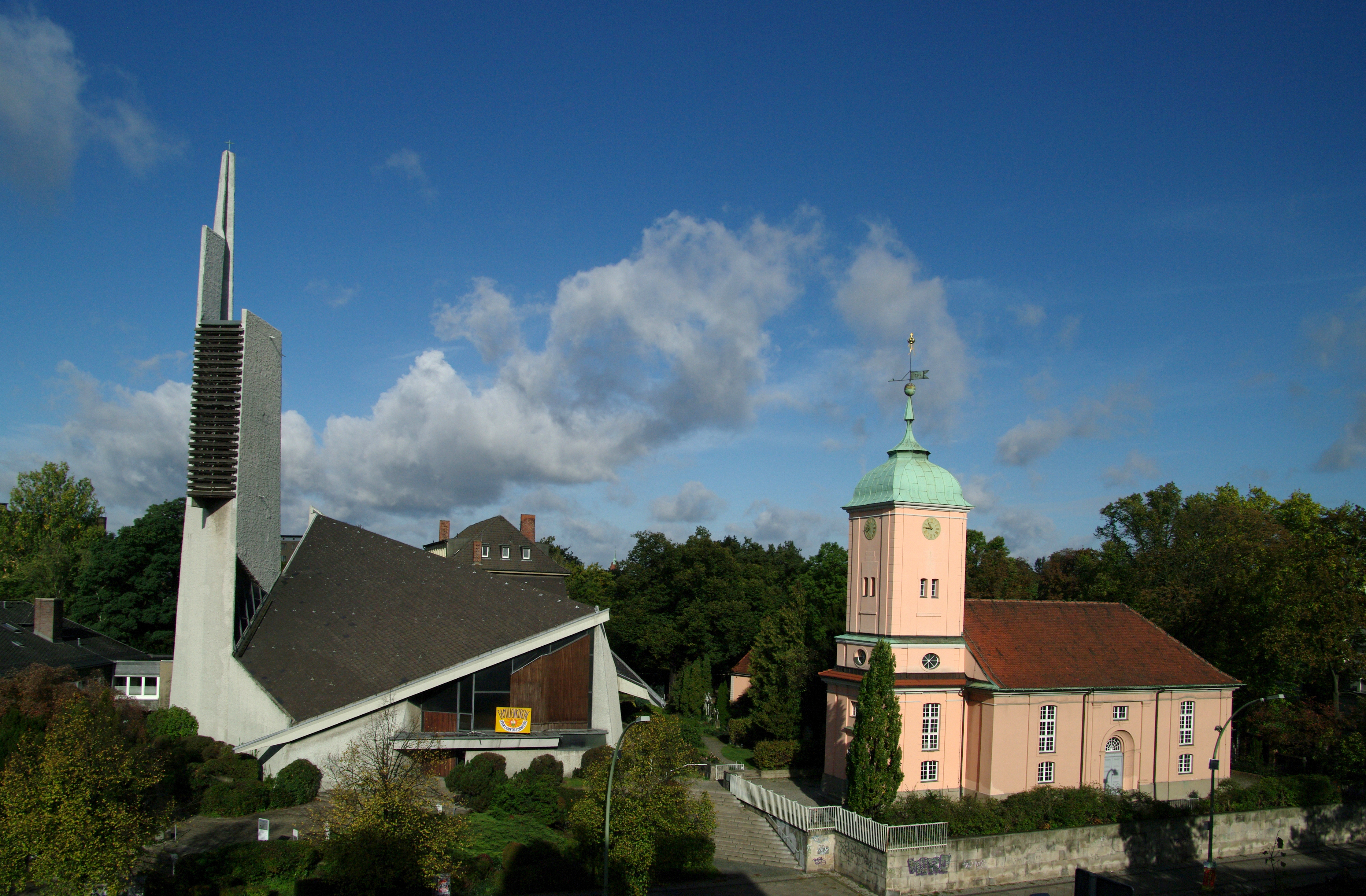
Paul-Gerhardt-Kirche und Dorfkirche Schöneberg im historischen Schöneberger Dorfzentrum

Die Paul-Gerhardt-Kirche ist ein evangelisches Kirchengebäude an der Hauptstraße 47 im Berliner Ortsteil Schöneberg. Sie steht direkt neben der barocken Dorfkirche Schöneberg und bildet mit weiteren Gemeindebauten ein Bauensemble, das bis zur katholischen St.-Norbert-Kirche führt und so einen Durchgang zur Dominicusstraße herstellt.

## Geschichte
Die ursprüngliche Kirche wurde 1908–1910 durch den Architekten Richard Schultze (auch: Richard Schultze-Naumburg, 1855–1923) im Stil der Reformbaukunst errichtet. Sie wird auch oft irrtümlich als reine Jugendstilkirche bezeichnet. Aufgrund ihres markanten runden Turmes verpasste ihr der Volksmund nach dem Zweiten Weltkrieg den Namen „Thermoskanne“. Die Bildhauerarbeiten führte der Berliner Künstler Robert Schirmer (1850–1923) aus. Eine großzügige Freitreppenanlage führte von der Hauptstraße zum Hauptportal im Turmschaft. Ein halbrunder Vorraum öffnete den Weg ins einschiffige Kircheninnere, das von einer Apsis mit dem Altar abgeschlossen wurde. Die Kirche war mit einer Orgel von Furtwängler & Hammer 1910 ausgestattet, die drei Manuale, Pedal, 61 Register und fünf Transmissionen besaß. An der Hauptstraße verband eine Kolonnade die Kirche mit der Dorfkirche Schöneberg.
Die Kirche wurde im Zweiten Weltkrieg beschädigt, die massiven Grundmauern blieben auch noch lange nach dem Krieg erhalten. Der Turm hatte seinen Kuppelhelm verloren, blieb aber ansonsten intakt und bestimmte noch bis in die späten 1950er Jahre die Silhouette von Schöneberg, bis er am 30. Juni 1959 gesprengt wurde.
Die Paul-Gerhardt-Kirche entstand in den Jahren 1958–1962 neu nach Entwürfen von Hermann Fehling, Daniel Gogel und Peter Pfankuch als Wiederaufbau der im Krieg zerstörten Kirche und steht seit 1995 unter Denkmalschutz.

## Orgel

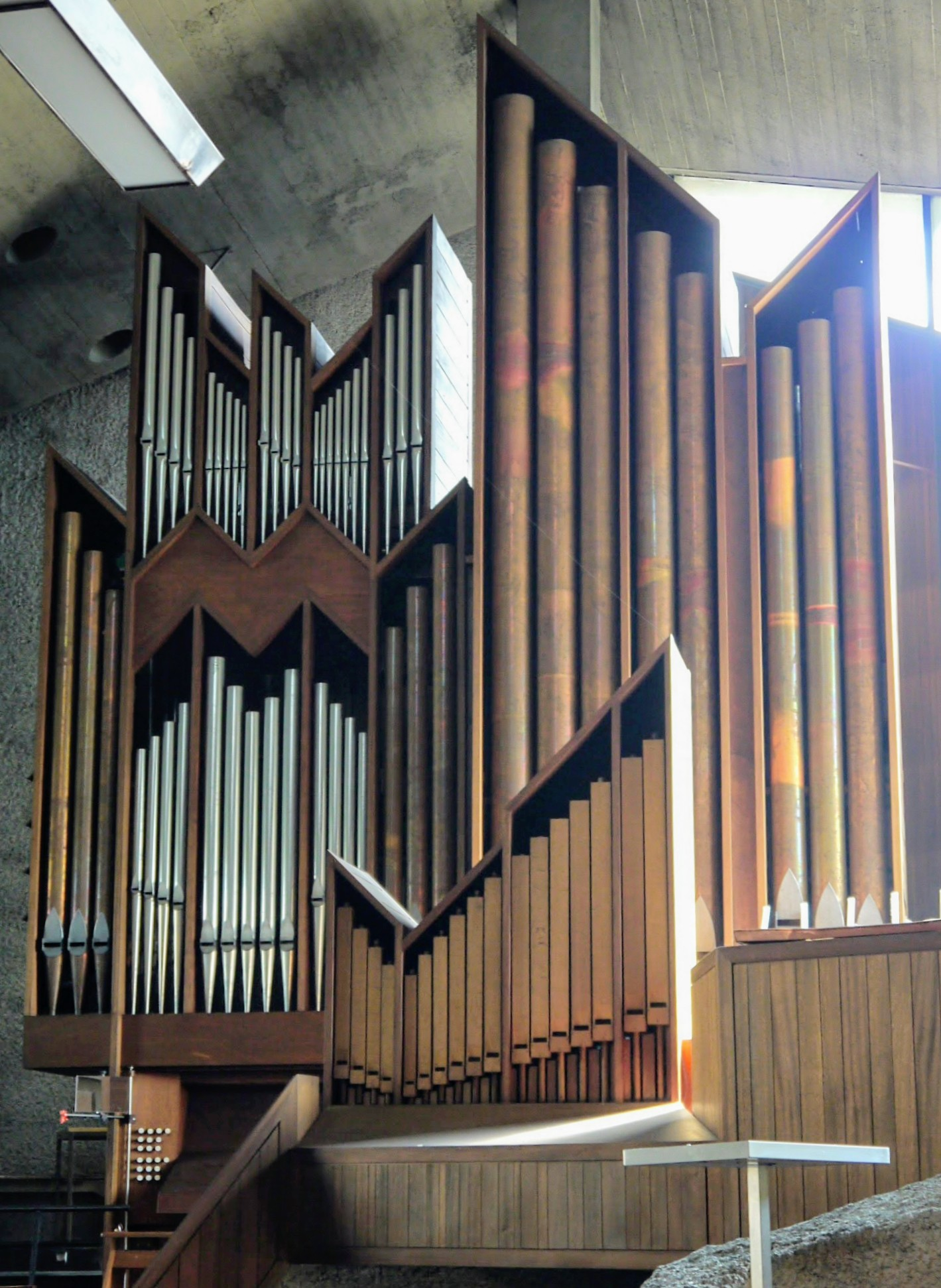
Flentrop-Orgel

Bei der Orgel handelt es sich um ein Werk der niederländischen Firma Flentrop Orgelbouw aus dem Jahr 1965.
| I Rückpositiv C–g3 |                 |      |
| 1.                 | Holzgedackt     | 8′   |
| 2.                 | Rohrflöte       | 4′   |
| 3.                 | Prinzipal       | 2′   |
| 4.                 | Sifflöte        | 1′   |
| 5.                 | Zimbel II       | 1⁄4′ |
| 6.                 | Sesquialtera II |      |
| 7.                 | Holzregal       | 8′   |
|                    | Tremulant       |      |

| II Hauptwerk C–g3 |               |         |
| 08.               | Quintade      | 16′     |
| 09.               | Prinzipal     | 08′     |
| 10.               | Rohrflöte     | 08′     |
| 11.               | Oktave        | 04′     |
| 12.               | Flöte         | 04′     |
| 13.               | Nasat         | 02 1⁄3′ |
| 14.               | Oktave        | 02′     |
| 15.               | Mixtur III–IV | 01 ⁄3′  |
| 16.               | Scharf III    | 02⁄3′   |
| 17.               | Trompete      | 08′     |

| III Oberwerk (schwellbar) C–g3 |               |        |
| 18.                            | Metallgedackt | 08′    |
| 19.                            | Gemshorn      | 08′    |
| 20.                            | Prinzipal     | 04′    |
| 21.                            | Blockflöte    | 04′    |
| 22.                            | Waldflöte     | 02′    |
| 23.                            | Quinte        | 01 ⁄3′ |
| 24.                            | Oberton       | 01 ⁄7′ |
| 25.                            | Scharf IV     | 01′    |
| 26.                            | Dulcian       | 16′    |
| 27.                            | Vox humana    | 08′    |
|                                | Tremulant     |        |

| Pedal C–f1 |             |     |
| 28.        | Prinzipal   | 16′ |
| 29.        | Subbass     | 16′ |
| 30.        | Oktave      | 08′ |
| 31.        | Gedackt     | 08′ |
| 32.        | Oktave      | 04′ |
| 33.        | Nachthorn   | 02′ |
| 34.        | Mixtur IV–V | 02′ |
| 35.        | Posaune     | 16′ |
| 36.        | Trompete    | 08′ |
| 37.        | Schalmei    | 04′ |

- Koppeln: I/II, III/II, I/P, II/P, III/P
- Spielhilfen: 5 freie Kombinationen

## Geläut
Die Kirche hat die drei Gussstahlglocken der alten Paul-Gerhardt-Kirche übernehmen können, da diese sowohl den Ersten Weltkrieg als auch den Bombenangriff vom 22. November 1943 unbeschadet überstanden hatten. Die Glocken wurden 1909 vom Bochumer Verein für Bergbau und Gußstahlfabrikation (BVG) für 13.645 Reichsmark (kaufkraftbereinigt in heutiger Währung: rund 97.500 Euro) erworben. Jede der drei Glocken hat eine Inschrift, die im Glasschlifffenster der Zwischentürfront der neuen Paul-Gerhardt-Kirche zu lesen ist. Die Inschriften zu den einzelnen Glocken lauten wie folgt:
1. Glocke ais (h) (2600 kg – Klöppel 156 kg): „Unser Glaube ist der Sieg, der die Welt überwunden hat.“ 1. Johannes 5,4 LUT
2. Glocke cis (des) (1560 kg – Klöppel 96 kg): „Wo aber der Geist des Herrn ist, da ist Freiheit.“ 2. Korinther 3,17 LUT
3. Glocke e (fes) (1080 kg – Klöppel 71 kg): „Seid fleißig, zu halten die Einigkeit im Geist durch das Band des Friedens.“ Epheser 4,3 LUT[4]

Die Gewichte der Glocken wurden vom Bochumer Verein in einem Schreiben vom 30. Januar 1925 als Antwort auf eine entsprechende Anfrage der Küsterei der Paul-Gerhardt-Kirche mitgeteilt.
Eine vierte Glocke, die Vater-Unser-Glocke ist später hinzugekommen. Sie wurde 1961 von der Glockengießerei Petit & Gebr. Edelbrock aus Gescher in Bronze hergestellt und trägt die Inschrift
„Denn dein ist das Reich und die Kraft und die Herrlichkeit in Ewigkeit“
und kann auch manuell aus dem Kircheninneren zum Läuten gebracht werden.